# BL-EP
『BL-EP』（ビーエル・イーピー）は、OKAMOTO'Sのミニアルバム。2016年12月21日にアリオラジャパンから発売された。

## 概要
完全生産限定盤でアナログ盤（Tシャツが同梱）と音楽配信のみでリリースされた。
全ての楽曲が「BL」に関連している（詳細は後述）。
レコーディングエンジニアは渡辺省二郎が担当している。
アナログ盤のアートワークは、Corneliusなどのビジュアルを手がけたデザイナー北山雅和が担当した。

## 収録曲

### SIDE A
1. Burning Love [3:31]
（作詞：オカモトショウ / 作曲：オカモトコウキ / 編曲：OKAMOTO'S）
  - 映画『にがくてあまい』主題歌。
  - オカモトショウは「主題歌になった映画『にがくてあまい』の主人公がゲイなので、ゲイミュージックを意識した楽曲でもあるんです。プリンスやデヴィッド・ボウイだったり。エロさのある、テンションは高くない中に盛り上がる感じを追求したら、ファンクになった」と述べている[6]。
  - タイトルの由来は、仮タイトルの「バニラ」から来ている。ちなみに「バニラ」はBL用語で挿入を伴わないセックスのことを指す言葉でもある。
2. Border Line [4:27]
（作詞・作曲：オカモトコウキ / 編曲：OKAMOTO'S）
  - オカモトショウとオカモトコウキがボーカルをしており、BARBEE BOYSをイメージした女子パートをオカモトコウキが歌っている[7]。
  - 「Burning Love」に続き、頭文字が“BL”となったことからオカモトレイジが気付き、今作のタイトルに繋がった。
3. NEKO [5:13]
（作詞・作曲：オカモトショウ / 編曲：OKAMOTO'S）
  - オカモトショウが猫を2匹飼い始めたことがきっかけとなった[6]。
  - BL用語の“ネコ”（と“タチ”）にも掛けられている。

### SIDE B
1. Phantom (By Lipstick) [5:00]
（作詞：オカモトショウ / 作曲：オカモトコウキ / 編曲：OKAMOTO'S）
  - もともと「まぼろし」という日本語の仮タイトルがついていた[3]。
  - 作詞に関してオカモトショウは「個人的には英語版『ルビーの指輪』というところを意識しています。」「歌謡曲の世界観を取り入れたいけど、日本語でやったらそのまんまになってしまうし、難しいなとずっと思っていたので英語でやったらうまくいくかもな、という心持ちで書きました」と述べている[7]。
  - オカモトコウキとハマ・オカモトがAORにハマっていたことから作曲に影響を受けている[2]。
  - 中盤に出てくるキーボードの音は、ナショナルが発売していた「どれみカセット ミニオルガン」というカセットプレーヤーに鍵盤がついた楽器[6]。
  - 今作のタイトルに合わせて、(By Lipstick)が追加された。
2. NEKO (Remix) feat. 呂布/MUD [5:13]
（作詞・作曲：オカモトショウ / 編曲：OKAMOTO'S）
  - KANDYTOWNの呂布とMUDがフィーチャリングゲストとして参加している。
3. Burning Love (Instrumental) [3:30]
（作曲：オカモトコウキ / 編曲：OKAMOTO'S）